# 波薩德 (羅姆內區)
50°52′38″N 33°13′28″E / 50.87722°N 33.22444°E
波薩德（烏克蘭語：Посад）是位於烏克蘭東北部的村莊，由蘇梅州羅姆內區的羅姆內市鎮負責管轄。該村海拔高度178米，處於羅緬河右岸，分別距離大布布尼1公里和利波韋2.5公里，海拔高度178米，2001年人口401。